# Дудаш, Миклош (гребец)
Миклош Дудаш (венг. Miklós Dudás; 16 апреля 1991, Будапешт) — венгерский гребец-байдарочник, выступает за сборную Венгрии по гребле на байдарках и каноэ начиная с 2012 года. Чемпион мира, чемпион Европейских игр в Баку, серебряный и бронзовый призёр чемпионата Европы, участник летних Олимпийских игр в Лондоне, победитель многих регат национального и международного значения.

## Биография
Миклош Дудаш родился 16 апреля 1991 года в Будапеште. Активно заниматься греблей начал с раннего детства, проходил подготовку в гребном клубе Angyalföldi VSE.
Впервые заявил о себе в 2008 году, выиграв бронзовую медаль на домашнем юниорском чемпионате Европы в Сегеде в двойках с Петером Холицей. Год спустя сразу в двух дисциплинах одержал победу на первенстве мира среди юниоров в Москве.
Первого серьёзного успеха на взрослом международном уровне добился в сезоне 2012 года, когда вошёл в основной состав венгерской национальной сборной и благодаря череде удачных выступлений удостоился права защищать честь страны на летних Олимпийских играх в Лондоне. В одиночках на двухстах метрах благополучно квалифицировался на предварительном этапе, затем на стадии полуфиналов пришёл к финишу третьим и пробился тем самым в главный финал «А». В решающем финальном заезде показал на финише шестой результат. За выдающиеся спортивные достижения по итогам сезона был награждён бронзовым крестом Ордена Заслуг.
После лондонской Олимпиады остался в составе гребной команды Венгрии и продолжил принимать участие в крупнейших международных регатах. Так, в 2013 году он побывал на чемпионате мира в немецком Дуйсбурге, откуда привёз награду бронзового достоинства, выигранную в программе эстафеты 4 × 200 метров — венгерская команда уступила здесь только командам из Польши и России. Также в этом сезоне выступил на чемпионате Европы в португальском городе Монтемор-у-Велью, где стал серебряным призёром в одиночках на пятистах метрах — в финале его обошёл датчанин Рене Хольтен Поульсен.
В 2014 году Дудаш завоевал золотую медаль на мировом первенстве в Москве, вместе с тремя другими гребцами стал лучшим в эстафете. В следующем сезоне успешно выступил на первых Европейских играх в Баку, где в зачёте одиночных байдарок на дистанции 200 метров обогнал всех своих соперников и получил золотую награду.
В апреле 2016 года была проведена перепроверка одной из его допинг-пров, и в ней были обнаружены следы запрещённых гормональных препаратов. В результате в сентябре Национальная антидопинговая организация приняла решение о его дисквалификации сроком на 34 месяца.